# اداره خودمختار شمال و شرق سوریه
ادارۀ خودمختار شمال و شرق سوریه، همچنین شناخته شده با نام روژاوا، به نظام فدرالی خودمختار در مناطق شمال و شرق سوریه گفته می‌شود. این نظام در ۱۷ مارس ۲۰۱۶ در نشستی در شهر رمیلان در کانتون جزیره به رهبری حزب اتحاد دموکراتیک اعلام شد. در حال حاضر ادارۀ خودمختار شمال و شرق سوریه از پنج کانتون (منطقه) به نام‌های جزیره، کوبانی، رقه، طبقه و دیرالزور تشکیل شده است که در سال ۲۰۲۴ مجموعاً جمعیتی حدود ۴/۶ میلیون نفر داشته‌اند. علاوه بر کردها، عرب‌ها، آشوری‌ها، ارمنی‌ها، ترکمن‌ها و چرکس‌ها نیز در این مناطق زندگی می‌کنند.
ادارۀ خودمختار قبلاً خودمدیریتی دموکراتیک روژاوای کردستان و سپس نظام فدرالی دموکراتیک روژاوا-شمال سوریه نام داشت، اما پس از پیروزی نیروهای دموکراتیک سوریه علیه داعش، قلمرو ادارۀ خودمختار به مناطق تحت تصرف داعش نیز گسترش پیدا کرد و تمامی مناطق شرق رودخانۀ فرات را در بر گرفت و به نام کنونی تغییر نام داد.
در ابتدا شهر قامشلی پایتخت و مرکز سیاسی فدراسیون به شمار می‌رفت، اما با افزایش خطر حملۀ ترکیه به مناطق مرزی، شهر عین عیسی از سال ۲۰۱۸ به عنوان پایتخت ادارۀ خودمختار شمال و شرق سوریه شناخته‌شد و مرکزیت اداری و سیاسی این فدراسیون بدانجا منتقل شد.

## تاریخچه
در پی شدت گرفتن جنگ داخلی سوریه و حملات پیاپی در شهرهای بزرگ سوریه، نیروهای ارتش سوریه از شهرهای کردنشین مرزی خارج شدند و نیروهای کرد، با سازماندهی نیروهای خود، کنترل امور را در این مناطق در دست گرفتند و در این مناطق سیستم خودمدیریتی دموکراتیک اعلام کردند. در ادبیات سیاسی نیروهای هوادار یگان‌های مدافع خلق (پ.ی.د) از این تحولات و تغییرات اجتماعی و سیاسی مترتب بر آن به عنوان انقلاب روژاوا یا انقلاب ۱۹ ژوئیه ۲۰۱۲ یاد می‌کنند و نظام سیاسی-اجتماعی برآمده از این رویدادها را خودمدیریتی دموکراتیک غرب کردستان می‌نامند.
همزمان با جنگ داخلی سوریه کُردها خود را به عنوان جبههٔ سوم در این جنگ تعریف کردند. بزرگترین حزب کردها یعنی حزب اتحاد دمکراتیک (پ.ی.د) معتقد بود: که در برابر خط دولت-ملت ناسیونالیستی حامیان بشار اسد و خط اسلام سیاسی که از سوی مخالفین بشار اسد تبلیغ می‌شد، باید جبههٔ سومی را شکل داد که نه با دولت بشار اسد باشد و نه با ارتش آزاد و داعش و دیگر مخالفان مذهبی و ناسیونالیست دولت. 
در همین حال نیروهای برآمده از این تحولات و نیز حزب اتحاد دموکراتیک اعلام کردند که قصد جدایی از سوریه و تشکیل یک دولت-ملت کردی را ندارد و در عوض خواهان دموکراتیزه شدن سوریه بر اساس خط خودمدیریتی دموکراتیک و گذار از دولت-ملت در هر شکل آن (عربی یا کردی) هستند. همچنین قصد ایجاد سیستمی تک حزبی را نیز ندارند و هر حزب و سازمان اجتماعی می‌تواند در مسائل سیاسی شرکت داشته و به کنگرهٔ خلق بپیوندد.
از ابتدای تحولات در کردستان سوریه، نیروهای افراطی به‌خصوص داعش و جبهه النصره برای مقابله با قدرت گرفتن کُردها، به شهرها و روستاها و مردم غیرنظامی حمله‌ور شدند. اغلب گروه‌های مزبور هنوز هم به طور پراکنده و در برخی مناطق به صورت متمرکز به حملات خود علیه کردها ادامه می‌دهند. همچنین نیروهای کرد موفق شده‌اند در درگیری‌هایی که با گروه‌های تکفیری داشتند، بخش‌های زیاد دیگری از مناطق شمالی سوریه را نیز به کنترل خود درآورند. ۴۷ گروه افراطی به کردهای سوریه حمله کرده‌اند. حزب اتحاد دموکراتیک لیست کامل ۴۷ گروه افراطی را که به شهرها و روستاهای کُردنشین سوریه حمله‌ور شده‌اند منتشر کرده‌است:
۱- داعش ۲- جبهه‌النصره ۳- تیپ احفاد الرسول ۴- تیپ النصیر ۵- گردان فتح‌الله ۶- تیپ لا اله الا الله ۷- ابن تیمیه ۸- گردان علی بن ابی‌طالب ۹- گردان الجزیره ۱۰- گردان میرگرد ۱۱- شاخهٔ امنیتی رقه ۱۲- الشام ۱۳- گردان العادیات ۱۴- گردان محمدیه ۱۵- گردان الابرار ۱۶- گردان شداده ۱۷- گردان احرار الخویران ۱۸- گردان جندالحرمین ۱۹- گردان شمال ۲۰- گردان جندالله ۲۱- جوانمردان جربوی ۲۲- گردان احرارالطوافی ۲۳- گردان سرّین ۲۴- گردان اهل‌السنه ۲۵- گردان مارعی ۲۶- گردان عایشه ۲۷- گردان احرارالشام ۲۸- گردان احرار ابوراسن ۲۹- گردان احرار الحرب ۳۰- تیپ انقلابیون رقه ۳۱- گردان اسامه بن زیاد ۳۲- گردان القارعه ۳۳- گردان الموحدین ۳۴- گردان طائفه‌المنصوره ۳۵- گردان الله‌اکبر ۳۶- تیپ الضلال ۳۷- گردان المدینه‌المنوره ۳۸- فداییان انقلاب ۳۹- گردان شهدای الظاهریه ۴۰- گردان شهید حسن الخلف ۴۱- واحدهای ابن‌القین ۴۲- گردان ملی ۴۳- گردان شهید ابولطیف ابوالخطاب ۴۴- مجلس نظامی رقه ۴۵- گردان احرارالشدادی ۴۶- گردان انورالحق ۴۷- گردان احرار جبال عبدالعزیز».

## اعلام نظام فدرال
در ۱۷ مارس ۲۰۱۶، مقامات کُرد اهل سوریه به همراه نمایندگانی از نیروهای عرب، آشوری و ترکمن شمال سوریه که به همراه یکدیگر علیه داعش به مبارزه پرداخته‌اند، در کنفرانسی در رمیلان در کانتون جزیره تأسیس نظام فدرال را در شمال سوریه و در مناطق تحت کنترل نیروهای دموکراتیک سوریه اعلام کردند. کنفرانس رمیلان با انتشار یک متن، روند ایجاد سیستم دموکراتیک در شمال سوریه را تشریح کرده و فدراسیون شمال سوریه را متشکل از سه کانتون جزیره، کوبانی و عفرین اعلام کرد.
در این کنفرانس، مجلس مؤسسان یک کمیتۀ نظارتی ۳۱ نفره را انتخاب کرد که وظیفۀ تدوین قانون اساسی را برای سیستم سیاسی فدرالی بر عهده داشتند. در جلسات کمیتۀ نظارتی سه نام برای سیستم فدرالی پیشنهاد شد: نظام فدرالی دموکراتیک روژاوا-کردستان، نظام فدرالی دموکراتیک معربی-بت نهرین، نظام فدرالی دموکراتیک شمال سوریه. اعضای کمیتۀ نظارتی پس از مشورت نام نظام فدرالی دموکراتیک روژاوا-شمال سوریه را انتخاب کردند. این نام بعداً به ادارۀ خودمختار شمال و شرق سوریه تغییر یافت.

## واکنش‌ها به اعلام فدرالیسم
اعلام نظام سیاسی فدرال به سرعت با واکنش منفی حکومت سوریه، اپوزیسیون و نیروهای منطقه مواجه شد. جان کربی، سخنگوی وزارت خارجه آمریکا در واکنش به این مسئله گفت: «از مناطق خودگردان یا نیمه خودمختار در داخل سوریه حمایت نمی‌کنیم.» پس از اعلام نظام فدرالی در شمال سوریه، نظامیان ارتش سوریه در منطقۀ قامیشلی با نیروهای سوریۀ دموکراتیک درگیر شده و به مواضع حزب اتحاد دموکراتیک حمله کردند. جریان‌های کرد سوری نزدیک به مسعود بارزانی نیز که در قالب انجمن ملی کردهای سوریه متحد شده‌اند نیز با این اقدام به مخالفت برخاستند. فیصل یوسف و امین حسام از اعضای شورای مرکزی این انجمن در گفتگو با خبرگزاری آناتولی ترکیه اعلام کردند که «فدرالیسم باید در چارچوب قانون اساسی سوریه طراحی شود و از طرف گروه‌های ملی در کشور مورد توافق قرار گیرد» و «ادعای این چنینی PYD در خصوص فدرالیسم مشروع نیست.» بشار اسد رئیس‌جمهور سوریه نیز در دیدار با نیکلاس دویسک نماینده پارلمان فرانسه فدرالیسم را ایده‌ای اشتباه و کردها را اقلیتی دانست که تشکیل‌دهنده تنها ۳۰ درصد جمعیت شمال سوریه هستند و حتی در صورت اعلام فدرالیسم نیز در اقلیت خواهند بود.
ادریس نسان، معاون رئیس کانتون کوبانی در گفتگو با خبرگزاری اسپوتنیک اعلام کرد که فدرالیسمی که اعلام شده تنها مختص به ملت خاصی در سوریه نبوده و شامل تمام ملت های شمال سوریه خواهد بود. با ایجاد فدرالیسم سیستم کانتون ها از شمال سوریه برداشته خواهد شد. وی همچنین در پاسخ به کسانی که این حرکت را در راستای تشکیل کشوری به نام کردستان توسط پ.ی.د دانسته‌اند اعلام کرد که ما قصد تجزیه سوریه را نداریم و حتی نام فدرالیسمی که تعیین کرده‌ایم نیز کردستان نبوده، بلکه کنفدراسیون شمال سوریه است. در این فدرالیسم تنها کردها حضور ندارند و تمام ملت شمال سوریه حاضر هستند. همچنین صالح مسلم رئیس مشترک حزب اتحاد دموکراتیک (PYD) نیز در گفتگو با روزنامۀ الشرق‌الاوسط اعلام کرد که سیستم فدرالی در کردستان سوریه برای ایجاد هماهنگی میان جریان‌های موجود در آن منطقه تأسیس شده و کردهای سوریه قصد ندارند تجربه و آزمون اقلیم کردستان عراق را تکرار کنند. الهام احمد رئیس مشترک مجلس سوریه دموکراتیک نیز در گفتگو با خبرگزاری هاوار مدل فدرالیسم دمکراتیک را راهکاری از سوی عموم تنوعات شمال سوریه  برای رفع معضل کنونی عنوان کرد. وی دولت ترکیه را حامی جریان‌های شوونیست و نژادپرست در جنگ داخلی سوریه دانست که به خاطر پروژه خود نظام فدرال را نظامی ملی متعلق به کردها جلوه می‌دهد تا عرب‌های سنی را علیه کردها تحریک کند و جبهه اسلامگرا تشکیل دهد. الهام احمد پروژه مجلس سوریه دموکراتیک را تأسیس نظامی غیرمرکزگرا و دموکراتیک در سوریه عنوان کرد.

## نظام تقسیم‌بندی‌های روژاوا

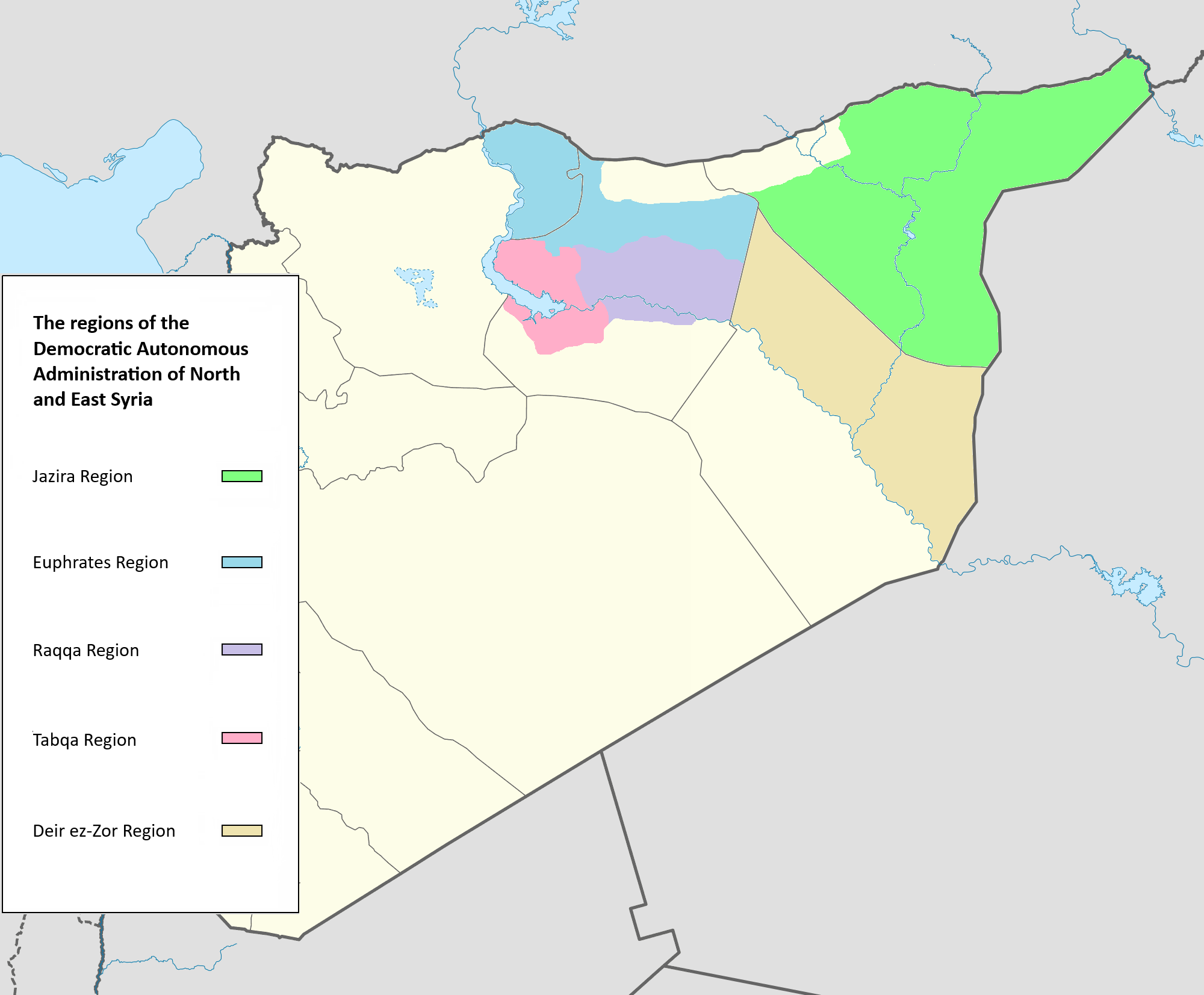
تقسیم‌بندی مناطق روژاوا

بر اساس تقسیم‌بندی جغرافیایی، اداره خودمختار شمال و شرق سوریه به هفت کانتون با مرزهایی غیرملی و غیرقومی به نام‌های کانتون جزیره، کانتون عفرین، کانتون کوبانی کانتون دیرالزور، کانتون رقه، کانتون طبقه و کانتون منبج تقسیم می‌شد که کانتون‌های عفرین و منبج پس از سقوط رژیم بشار اسد توسط دیگر نیروهای مخالف تصرف شد.
اداره هر یک از این کانتون‌ها بر عهده یک شورای محلی ویژه موسوم به شورای خلق کانتون است که در سطح بالاتر مجلس دموکراتیک سوریه را شکل می‌دهند. مأموریت نهادهای خودمدیریتی دموکراتیک، تدوین قوانین انتخابات محلی و فراهم‌سازی مقدمات برای برگزاری انتخابات سراسری و تدوین قرارداد اجتماعی (به عنوان جایگزینی برای قانون اساسی) است. همچنین ادارهٔ مسائل سیاسی، نظامی، امنیتی و اقتصادی نیز از دیگر وظایف نهادهای خودمدیریتی دموکراتیک است.

## به رسمیت شناختن
در روز ۲۰ اکتبر ۲۰۲۱ پارلمان منطقۀ خودمختار کاتالونیا در اسپانیا به صورت رسمی ادارۀ خودمختار شمال و شرق سوریه را به رسمیت شناخت.